# ГПЗ Хенераль-Серрі
ГПЗ Хенераль-Серрі (ісп. Complejo General Cerri) — аргентинський газопереробний завод, що працює у центрі газопереробної та нафтохімічної промисловості м. Баїя-Бланка.
У 1960-х роках на тлі розвитку газовидобутку в Аргентині вирішили спорудити газопереробний завод, який би дозволив оптимізувати використання гомологів метану. Для його розміщення обрали майданчик у районі приморського міста Баїя-Бланка, поблизу траси трубопроводу Сан-Мартін, що вже здійснював транспортування блакитного палива з південних провінцій. Завод розпочав роботу у 1969-му та первісно міг продукувати лише газовий бензин, бутан та пропан. Його пропускна здатність становила 5 млн м3 на добу з подальшою модернізацією до рівня у 7 млн м3.
З плином часу газопровідна система Сан-Мартін нарощувала поставки сировини, крім того, у 1970-му в район Баїя-Бланка подали ресурс із провінції Неукен по газопроводу Neuba I. Як наслідок, у 1984-му на майданчику ГПЗ ввели нову чергу пропускною здатністю 18 (з 1996-го — 24) млн м3 на добу, при цьому вона вже дозволяла вилучати етан.
У другій половині 1980-х до Баїя-Бланка вивели газопровід Neuba II, а в 1998-му на ГПЗ ввели в дію ще одну чергу, унаслідок чого пропускна здатність заводу зросла до 47 млн м3 на добу.
Продукція заводу спрямовується трьома трубопроводами (один з них виділено під етан) завдовжки 12 км з діаметром 200 мм до портово-індустріального комплексу Порт-Гальван. Тут етан споживає піролізне виробництво компанії Dow Chemical, тоді як інші фракції відвантажуються споживачам морським шляхом (або через комплекс завантаження цистерн, що може обслуговувати 85 автомобілів на добу). Власник ГПЗ має у Порт-Гальван резервуари для зберігання пропану, бутану та газового бензину загальною ємністю 78 тис. м3, тоді як на майданчику самого ГПЗ є сховище для газового бензину ємністю 17 тис. м3.
Підготований товарний газ повертається до зазначених вище трьох трубопровідних систем, які транспортують його далі до району Буенос-Айресу. При цьому в районі самої Баїя-Бланка споживачами блакитного палива є дві значні електростанції — ТЕС П'єдра-Буена та ТЕС Гільєрмо Браун, а також потужний завод азотних добрив компанії Profertil.
У 2019 році завод випустив 284 тис. тонн етану, 367 тис. тонн пропану, 261 тис. тонн бутану та 121 тис. тонн газового бензину.
Можливо відзначити, що з кінця 1990-х років у Баїя-Бланка також діє потужний фракціонатор зріджених вуглеводневих газів компанії MEGA.